# Limnostylochus borneensis
Limnostylochus borneensis is een platworm (Platyhelminthes). De worm is tweeslachtig. De soort leeft in het zoute water.
Het geslacht Limnostylochus, waarin de platworm wordt geplaatst, wordt tot de familie Limnostylochidae gerekend. De wetenschappelijke naam van de soort werd voor het eerst geldig gepubliceerd in 1902 door Stummer-Traunfels.